# Округ Лакавона (Пенсилванија)
Округ Лакавона (енгл. Lackawanna County) је округ у америчкој савезној држави Пенсилванија.

## Демографија
По попису из 2010. године број становника је 214.437, што је 1.142 (0,5%) становника више него 2000. године.
| Група             | 2000.           | 2010.           |
| Белци             | 204.560 (95,9%) | 192.250 (89,7%) |
| Афроамериканци    | 2.793 (1,3%)    | 5.423 (2,5%)    |
| Азијати           | 1.602 (0,8%)    | 3.644 (1,7%)    |
| Хиспаноамериканци | 2.958 (1,4%)    | 10.682 (5,0%)   |
| Укупно            | 213.295         | 214.437         |